# Леополд I (Австрия)
Вижте пояснителната страница за други личности с името Леополд I.
Леополд I Знаменити (на немски: Leopold I., der Erlauchte/Durchlauchtigte, Luitpold, Liutpold; * 940; † 10 юли 994, Вюрцбург) от род Бабенберги, е граф в баварския Донаугау и през 976 – 994 г. маркграф на Marchia orientalis или Остмарк/Остаричи, както в края на първото хилядолетие е познато Маркграфство Австрия.

## Живот
Територията на Австрийската марка е отстъпена на Леополд след като е отнета през 976 г. от предишния ѝ маркграф Буркхард, поради участието му в бунта на Хайнрих Баварски срещу император Ото II.
Леополд се жени за Рихарда (също Рихварда, Рихвардис или Рикхарда; * 945/950, † 8 юли 994), дъщеря на граф Ернст IV от Суалафелдгау от фамилията Ернсте. Тя е вероятно сестра или полусестра на граф Марквард I от Епенщайн и дъщеря на граф Ернст IV от Суалафелдгау от фамилията Ернсте.
Леополд I е убит на 10 юли 994 г. във Вюрцбург при атентат срещу неговия братовчед Хайнрих от Швайнфурт, когато стрелата на убиеца улучва маркграфа вместо братовчед му. Синът не Леополд Хайнрих наследява управлението над Австрийската марка.

## Деца
Леополд и Рихарда имат осем деца:
- Хайнрих I († 1018), 994 – 1018 маркграф на Австрия
- Юдит
- Ернст I († 31 май 1015), 1012 – 1015 херцог на Швабия, 1014 г. се жени за Гизела Швабска († 15 февруари 1043), дъщеря на херцог Херман II от Швабия
- Попо, 1016 – 1047 архиепископ на Трир
- Адалберт, 1018 – 1055 маркграф на Австрия и наследник на брат му Хайнрих I
- Кунигунда
- Хемма, омъжена за граф Рапото от графство Дийсен
- Христина, монахиня в манастир в Трир